# W Window System
W Window System – graficzny system komputerowy (system okienkowy) i prekursor w nazwie oraz w koncepcji obecnego X Window System.
W był pierwotnie napisany w Uniwersytecie Stanford przez Paula Asente i Briana Reid dla Systemu V. W 1983 Paul Asente i Chris Kent przeportowali go na system UNIX pracującego na maszynie VS100, dając kopię swojej pracy w laboratoriach MIT.
W 1984 Bob Scheifler z MIT zmienił synchroniczny protokół W na asynchroniczną alternatywę i nazwał wynik swej pracy X.
Od tego czasu X Window System uległ wielu zasadniczym zmianom i nie zawiera już jakichkolwiek znaczących podobieństw do W.